# Johann-Dietrich Theile

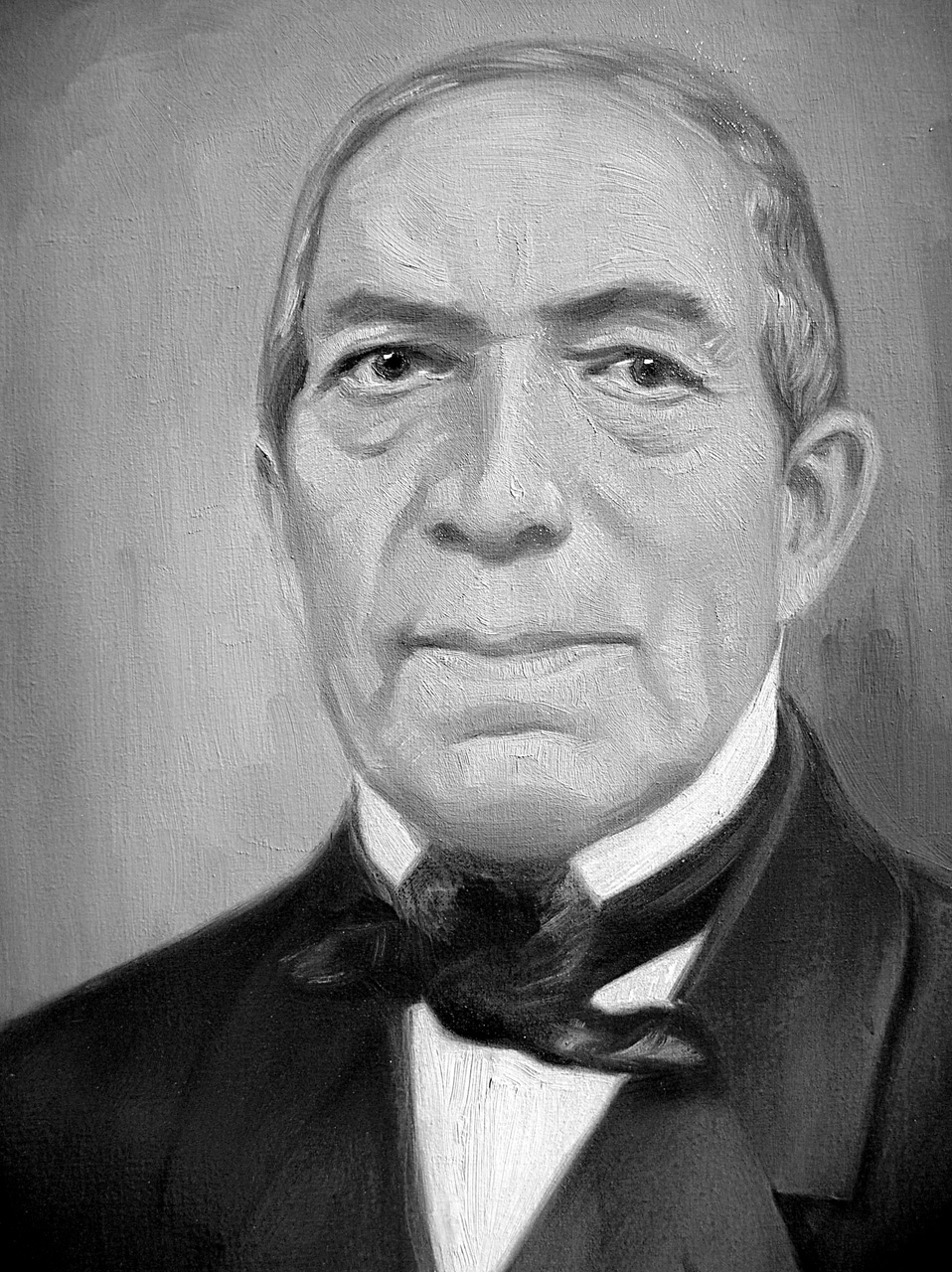
Firmengründer Johann-Dietrich Theile

Johann-Dietrich Theile (* 1793 in Oestrich, heute Stadtteil von Iserlohn; † 1873) war ein deutscher Unternehmer.

## Leben
Der Bauernsohn  erlernte das Kettenschmiede-Handwerk. Im Jahr 1819 wurde Johann-Dietrich Theile in Schwerte Ortsteil Villigst ansässig. Er gründete dort unter seinem Namen „J. D. Theile“ durch Zusammenfassung von mehreren Kettenschmieden (Heimschmieden) eine Kettenfabrik. In den Anfängen wurden vornehmliche Ketten für die Landwirtschaft produziert. Im Laufe der Jahrzehnte gewann das Unternehmen durch die zunehmende Industrialisierung auch für die Industrie und den Bergbau an Bedeutung. Mitte des 19. Jahrhunderts übernahm sein Sohn  Fritz Theile den Betrieb. 
Das Unternehmen ist noch heute am Standort ansässig und Produzent von Rundstahlketten und Zubehör.  